# Cléber Chalá
Cléber Manuel Chalá Herrón (Imbabura, 29 de junho de 1971) é um ex-futebolista profissional equatoriano, que atuava como meia.

## Carreira
Chalá tem uma carreira muito ligada ao El Nacional, onde atuou durante toda a década de 1990, e de onde saiu em 2001, seguindo os passos de seu companheiro de seleção, Agustín Delgado, e assinando com o Southampton. Sua passagem pelos The Saints, apesar de durar um ano, foi um verdadeiro desastre: Chalá não disputou nenhum jogo, e regressou ao El Nacional.
Jogou ainda por Deportivo Quito e Universidad San Martín até voltar mais uma vez ao El Nacional e encerrar a carreira, em 2008.

## Seleção
Chalá representou a Seleção Equatoriana de Futebol na Copa do Mundo de 2002. Ele disputou a Copa Ouro da CONCACAF 2002, a Copa de 2002 e quatro edições da Copa América.